# Крижівська сільська рада
Крижі́вська сільська́ ра́да — адміністративно-територіальна одиниця та орган місцевого самоврядування у Кременецькому районі Тернопільської області. Адміністративний центр — село Крижі.

## Загальні відомості
- Територія ради: 20,41 км²
- Населення ради: 835 осіб (станом на 2001 рік)

## Населені пункти
Сільській раді були підпорядковані населені пункти:
- с. Крижі

## Склад ради
Рада складалася з 15 депутатів та голови.
- Голова ради: Циганюк Анатолій Іванович
- Секретар ради: Циганюк Леся Володимирівна

### Керівний склад попередніх скликань
| Прізвище, ім'я, по батькові | Основні відомості                                                               | Дата обрання | Дата звільнення |
| --------------------------- | ------------------------------------------------------------------------------- | ------------ | --------------- |
| Циганюк Анатолій Іванович   | Сільський голова, 1952 року народження, освіта середня спеціальна, безпартійний | 26.03.2006   | 31.10.2010      |
| Циганюк Анатолій Іванович   | Сільський голова, 1952 року народження, освіта середня спеціальна, безпартійний | 31.10.2010   |                 |

Примітка: таблиця складена за даними сайту Верховної Ради України

### Депутати
За результатами місцевих виборів 2010 року депутатами ради стали:

#### За суб'єктами висування
| Суб'єкт висування | Кількість обраних депутатів | %   |
| ----------------- | --------------------------- | --- |
| Самовисування     | 15                          | 100 |

#### За округами
| № округу | Прізвище, ім'я, по батькові   | Дата визнання обраним | Освіта  | Партійна приналежність             | Відомості про обраного депутата                                                  |
| -------- | ----------------------------- | --------------------- | ------- | ---------------------------------- | -------------------------------------------------------------------------------- |
| 1        | Кузь Іван Володимирович       | 02.11.2010            | середня | позапартійний                      | Крижівська загальноосвітня школа І-ІІ ст., сезонний кочегар                      |
| 2        | Мидлик Іван Олександрович     | 02.11.2010            | середня | позапартійний                      | тимчасово не працює                                                              |
| 3        | Тригуба Андрій Олександрович  | 02.11.2010            | середня | позапартійний                      | тимчасово не працює                                                              |
| 4        | Батьковець Микола Борисович   | 02.11.2010            | середня | позапартійний                      | Мирогощанський аграрний коледж, студент                                          |
| 5        | Гамера Наталія Володимирівна  | 02.11.2010            | середня | позапартійна                       | тимчасово не працює                                                              |
| 6        | Гордійчук Оксана Анатоліївна  | 02.11.2010            | середня | член Єдиного Центру                | фельдшерсько-акушерський пункт с. Крижі, завідувачка                             |
| 7        | Кухарук Світлана Сергіївна    | 02.11.2010            | середня | член Народної партії               | свзмп"Крижі", обліковець                                                         |
| 8        | Дем'янов Олександр Іванович   | 02.11.2010            | середня | позапартійний                      | столяр                                                                           |
| 9        | Хмелюк Микола Тимофійович     | 02.11.2010            | середня | позапартійний                      | Крижі вська сільська рада, громадські роботи                                     |
| 10       | Хижевський Юрій Іванович      | 02.11.2010            | вища    | позапартійний                      | Великобережецька загальноосвітня школа І-ІІ ст., вчитель історії і правознавства |
| 11       | Грушицька Світлана Сергіївна  | 02.11.2010            | середня | позапартійна                       | Крижівська сільська рада, головний бухгалтер сільської ради                      |
| 12       | Циганюк Леся Володимирівна    | 02.11.2010            | середня | член Соціалістичної партії України | Крижівська сільська рада, секретар Крижівської сільської ради                    |
| 13       | Качанюк Роман Валинтинович    | 02.11.2010            | вища    | позапартійний                      | РФТЗОВ"економсія"м. Рівне, замісник завідувача                                   |
| 14       | Тартачний Петро Володимирович | 02.11.2010            | середня | позапартійний                      | підприємець                                                                      |
| 15       | Тригуба Петро Дмитрович       | 02.11.2010            | середня | позапартійний                      | СВЗМП «Крижі», бригадир                                                          |